# Natula pallidula
Natula pallidula är en insektsart som först beskrevs av Matsumura, S. 1911.  Natula pallidula ingår i släktet Natula och familjen syrsor. Inga underarter finns listade i Catalogue of Life.